# Улица Гладышева (Апатиты)
Улица Гладышева — улица в городе Апатиты. Названа в честь участника Гражданской войны, первого директора совхоза «Индустрия» треста «Апатит» Николая Кузьмича Гладышева.

## История
Изначально улица называлась Пионерской. Построена была как объездная дорога до промышленного центра, минующая основную часть Апатитов.
В 1970 году улица Пионерская в Апатитах была переименована в улицу имени Н. К. Гладышева, первого директора совхоза «Индустрия».

## Расположение улицы
Расположена улица в северо-западной части района Старые Апатиты, проходя с юга на север.
Начинается улица от перекрёстка с улицей Жемчужной. Основная часть домов находится не подолёку от этого перекрёстка. Так же на юге улицы начинается дорога до железнодорожной станции Хибины. Заканчивается на улица, переходя в улицу Промышленную.

## Пересекает улицы
- ул. Жемчужная.
- ул. Промышленная (переходит).

## Здания
- № 6а — Хостел «Шери».
- № 8а — Детский сад «Золотой петушок».
- № 16 — ООО «Фарн».
- № 21 — Магазин «Магнит».

## Транспорт
По улице ходят автобусные маршруты № 7к, 11, 12.